# Yazoo Records
Yazoo Records ist ein US-amerikanisches Musiklabel, das 1967 von Nick Perls und Bernie Klatzko (als Belzona Records) gegründet wurde und sich auf Blues, Jazz und andere frühe US-amerikanische Musik spezialisiert hat.
Die ersten fünf Langspielplatten (L 1001 bis L 1005) wurden zunächst unter dem Labelnamen Belzona Records herausgebracht. Dann musste der Name aus rechtlichen Gründen geändert werden, Perls entschied sich für Yazoo Records (der Fluss Yazoo bildet die östliche Grenze des Blues-Delta am Mississippi). Auch die ersten fünf Alben erschienen dann noch einmal unter dem neuen Namen.
Das Belzona/Yazoo Logo, ein im Art Déco-Stil gezeichneter Pfau, ist von dem Black Patti Label der 1920er Jahre übernommen worden.
Auf Yazoo Records veröffentlichte Nick Perls Aufnahmen, die in den 1920er/1930er Jahren von Musikern wie Charlie Patton, Blind Willie McTell, der Memphis Jug Band, Blind Blake und Blind Lemon Jefferson gemacht und seinerzeit als 78 rpm Schallplatten herausgegeben worden waren.
Auf dem Schwester-Plattenlabel Blue Goose Records, das 1970 gegründet wurde, wurden Aufnahmen von afro-amerikanischen Blues-Musikern und jüngeren Bluesinterpreten aus den USA und Großbritannien veröffentlicht.
1987 wurde Yazoo von Shanachie Records aufgekauft, so dass viele der ursprünglich in den 1960er bis 1980er herausgegebenen Aufnahmen auch heute noch – wenn auch zum überwiegenden Teil in anderer Zusammenstellung – erhältlich sind.